# Новосёлковский заказник
Новосёлковский зака́зник — энтомологический заказник местного значения в Донецкой области, в Волновахском районе. Находится около посёлка городского типа Великая Новосёлка, в устье реки Кашлагач, впадающей в реку Мокрые Ялы как правый приток.
Статус заказника присвоен решением Донецкого областного исполнительного комитета № 652 от 17 декабря 1982 года. Общая площадь Новосёлковского заказника составляет три гектара.
В Новосёлковском заказнике гнездятся дикие пчёлы, и он создан с целью их сохранения. Кроме Новосёлковского, места гнездования диких пчёл в Донецкой области также охраняются в энтомологических заказниках: Кальчикский, Круглик, Старомихайловский, Старченковский.